# CV-20

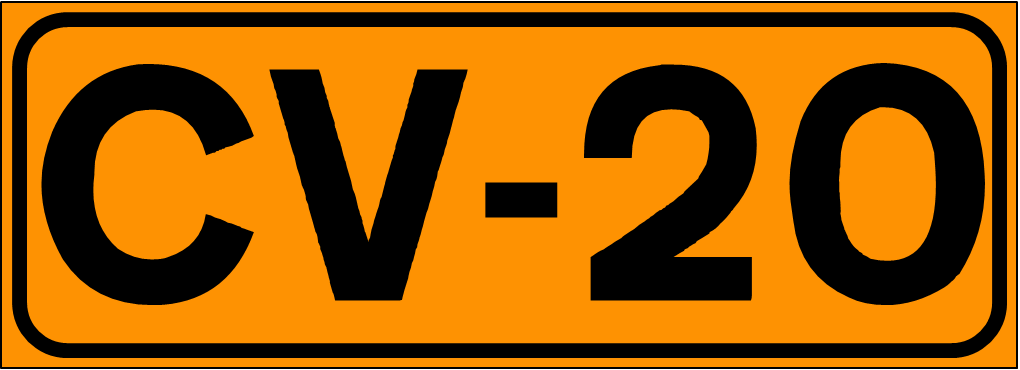
Indicador

La carretera CV-20 és un important eix viari que comunica els municipis de Vila-real, Onda i La Pobla d'Arenós. És l'eix principal de l'anomenat "Triangle del Taulell", format per Vila-real, Onda i L'Alcora. Pertany a la Xarxa de carreteres del País Valencià. El seu nom ve de la CV (que indica que és una carretera autonòmica) i el 20, és el número que rep la carretera, segons l'ordre de nomenclatures de les carreteres del País Valencià.
La CV-20 és com s'anomena la unió de les carreteres C-223 i CS-200, que s'unificaren després de la modificació de nomenclatures de les carreteres valencianes. Entre els anys 1998 i 2002 fou desdoblat el tram Vila-real - Onda, causat sobretot per l'alta quantitat de camions que circulen diàriament per aquesta via, ja que ací està el centre de quasi tota la ceràmica de la província de Castelló.

## Traçat actual
La CV-20, actualment comença al mateix Vila-real, just quan l'Avinguda d'Onda ix de la ciutat. A uns metres, la CV-20 creua per sobre l'AP-7 (L'Autopista del Mediterrani), i tot seguit està la primera redona de les moltes que venen, que permeten accedir als polígons industrials. Fins al quilòmetre 6, on creua la CV-10 (L'Autovia de la Plana), on hi ha una redona. Després de 5 o 6 redones més i als 7 quilòmetres, la carretera CV-20 arriba a Onda, on la travessa pel centre. A partir d'aquest municipi, la carretera passa a ser d'una sola calçada amb un carril per a cada sentit. Durant bastants quilòmetres vindran algunes travessies de municipis, com Cirat, Torre-xiva o Montanejos entre d'altres, així com l'eixida d'algunes carreteres secundàries (CV-191 a Ribesalbes, CV-194 a Fanzara, CV-198 a Argelita, la CV-195 a Montán o la CV-199 a El Tormo). A partir de la travessia de Montanejos, la carretera CV-20 passarà propera a l'Embassament d'Arenós, fins a arribar a la Pobla d'Arenós, on sols li quedaran 3 o 4 quilòmetres per a arribar a la província de Terol i al següent municipi, Olba, i pren el nom de la nova carretera autonòmica aragonesa, la TE-V-2001.
Actualment, aquesta via suporta més de 20.000 vehicles diaris de mitja, dels que quasi el 40% són camions.

### Municipis propers
- Vila-real
- CV-10
- Onda
- Espadilla
- Toga
- Torre-xiva
- Cirat
- Arañuel
- La Alqueria de Montanejos
- Montanejos
- La Pobla d'Arenós

## Futur
- Enllaç d'aquesta carretera CV-20 amb la N-340 pel sud de Vila-real mitjançant la nova Ronda de circumval·lació d'aquesta ciutat.[3]
- La CV-20 està dins de la llista de carreteres de la Conselleria d'Infraestructures per a ser adaptada als 100 km/h. Actualment el tram d'Onda - Pobla d'Arenós està a 90 km/h màxim encara que en pocs trams de la carretera es pot anar a eixa velocitat a causa de la quantitat elevada de corbes i travessies que té la via.
- Existeix un projecte de desdoblament de la carretera CV-20 entre Onda i la CV-191.
- Existeix un altre projecte de construcció d'una via ràpida paral·lela.[4]